# Hermes

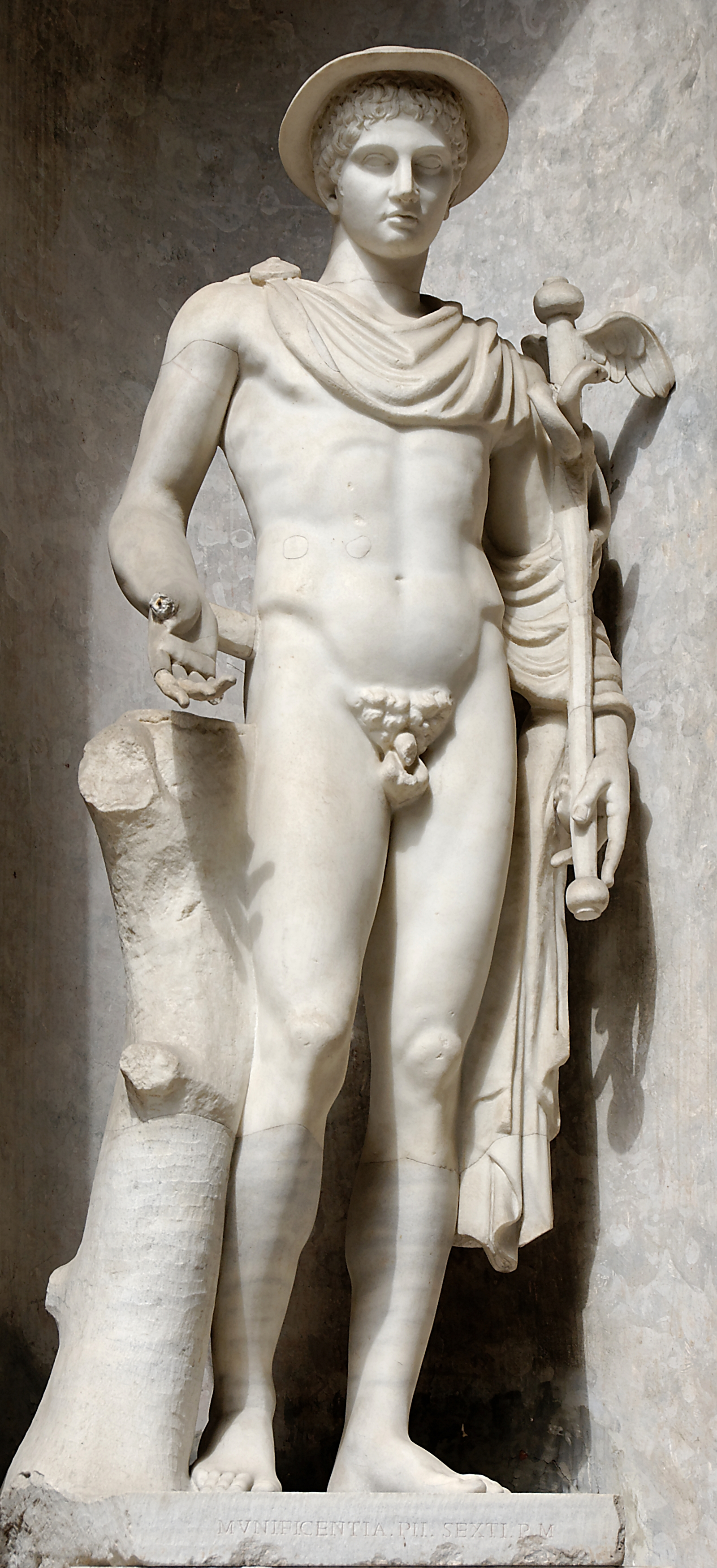
Hermes Ingenui, copia romana del original griego del, museo Pío-Clementino, Ciudad del Vaticano.

En la mitología griega, Hermes (en griego antiguo: Ἑρμῆς, Hermḗs), hijo de Zeus y la pléyade Maya, es el dios olímpico mensajero, dios también de las fronteras y de los viajeros que las cruzan, del ingenio y del comercio en general, de la astucia, de los ladrones y de los mentirosos, además de ser el encargado de guiar a las almas hacia el inframundo, el Hades. En la posterior mitología romana era denominado como Mercurio. 
El himno homérico a Hermes lo invoca como 

el de multiforme ingenio (πολύτροπος, polýtropos), de astutos pensamientos, ladrón, cuatrero de bueyes, jefe de los sueños, espía nocturno, guardián de las puertas, que muy pronto habría de hacer alarde de gloriosas hazañas ante los inmortales dioses.
Himno homérico a Hermes 13.

Hermes también es protagonista de muchos mitos, como, por ejemplo, el de Filemón y Baucis. Para los órficos, Hermes, que habita el inexorable sendero del Cocito (el Hermes psicopompo), es hijo de Dioniso y de la doncella pafia, de Afrodita de ojos vivos.

## Atribuciones
El rasgo principal en las tradiciones sobre Hermes consiste en su papel de heraldo de los dioses, puesto este en el que aparece incluso en los poemas homéricos, compartiendo esta función con Iris. Un intérprete que cruza las fronteras con extraños es un hermeneus (έρμενευς). De Hermes procede la palabra «hermenéutica» para el arte de interpretar los significados ocultos. En griego un hallazgo afortunado era un hermaion (έρμαιον).

Su carácter original de divinidad de la naturaleza pelasga o arcadia desaparece gradualmente en las leyendas. Como heraldo de los dioses, preside sobre la habilidad en el uso de la palabra y la elocuencia en general, pues los heraldos son oradores públicos en las asambleas y otras ocasiones. Como diestro orador, era especialmente empleado como mensajero cuando se requería elocuencia para lograr el objetivo deseado. De ahí que las lenguas de los animales sacrificados le fueran ofrecidas. 

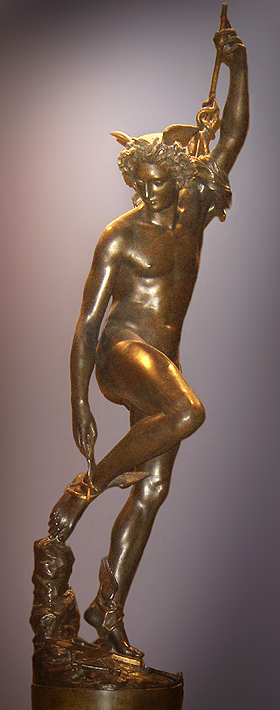
Hermes atándose la sandalia por François Rude (Museo del Louvre).

Como los heraldos y mensajeros solían ser hombres prudentes y circunspectos, Hermes era también el dios de la prudencia y la habilidad en todas las relaciones de intercambio social. Estas cualidades estaban combinadas con otras parecidas, tales como la astucia, tanto en las palabras como en las acciones, e incluso el fraude, el perjurio y la inclinación al robo, por lo que se le asocia al arquetipo del pícaro divino. Es el dios del engaño, de lo incierto, de lo que pasa de un sitio a otro, por lo cual también conducía las almas de los muertos a la otra vida. Los actos de este tipo eran cometidos por Hermes siempre con cierta habilidad, destreza e incluso elegancia. Según el prominente folclorista Meletinskiy, Hermes es un tramposo deificado. Concedía los poderes que él mismo poseía a los mortales y héroes que gozaban de su favor, así como a todos los que tenía bajo su especial protección o eran llamados hijos suyos.
Como inventor del fuego, Hermes es un paralelo con el titán Prometeo. Además de la siringa y la lira, Hermes inventó varios tipos de carreras y el deporte de la lucha, y por esto fue nombrado patrón de los atletas.
Hermes también actuaba como un psicopompo o guía de los difuntos, a quienes ayudaba a encontrar su camino hasta el Inframundo. En muchos mitos griegos, Hermes es representado como el único dios además de Hades y Perséfone que podía entrar y salir del Inframundo sin problemas. Muchos griegos le dedicaban sacrificios antes de viajar.
Sus símbolos eran el gallo y la tortuga, y puede ser reconocido por su monedero o bolsa, sus sandalias aladas, su pétaso (sombrero de ala ancha) y su caduceo o vara de heraldo. Hermes era el dios de los ladrones porque era muy astuto y perspicaz, y porque él mismo fue un ladrón desde la noche en que nació, cuando se escapó de Maya y se fugó para robar el ganado de su hermano mayor Apolo.
En la adaptación romana de la religión griega (véase interpretatio romana), Hermes fue identificado con el dios romano Mercurio, quien, aunque heredado de los etruscos, desarrolló muchas características parecidas, como ser el patrón del comercio. En la interpretación griega de los dioses egipcios, se lo equipara a Toth.

## Etimología
Desde la declaración de Müller, se ha creído que el nombre «Hermes» procede de la palabra griega ἕρμα, herma, que alude a un pilar cuadrado o rectangular con la cabeza de Hermes (normalmente con barba) adornando su extremo superior y con genitales masculinos itífalos debajo. Sin embargo, debido al testimonio del dios en el panteón micénico, como Hermes Araoia (‘Hermes Carnero’) en las inscripciones en lineal B en Pilos y la Cnosos micénica, es más probable que la conexión ocurriese en el sentido contrario, desde el dios hasta las representaciones en los pilares. De la subsecuente asociación de estos pilares —que fueron usados en Atenas para evitar el mal y también como mojones en caminos y fronteras por toda Grecia— Hermes adquirió el patronazgo de los viajes por tierra.

#### Derivaciones de palabras
Hermético: Procede de la palabra ‘Hermes’. La relación de esta palabra con lo «impenetrable», es decir aquello que no deja pasar el aire, es indirecta. El nombre Hermes era también usado para referirse al dios Thoth de la mitología egipcia, siendo Thoth el dios de la alquimia. Los alquimistas que seguían a este dios pasaron a llamarse «herméticos», pues mantenían todos sus secretos escondidos. Así pues la palabra «hermético» pasó a ser usado para referirse a algo sellado o secreto. Otras fuentes aseguran que esta palabra viene de Hermes Trismegisto (Ἑρμῆς ὁ Τρισμέγιστος), que es la fusión del dios griego Hermes y el dios egipcio Thoth. De acuerdo a la mitología, él creó un recipiente de aire sellado por completo. De ahí viene la palabra hermético.

## Epítetos

### Argifonte
El epíteto de Hermes Argifonte (Ἀργειφόντης, ‘asesino de Argos’; en latín Argicida) recuerda el encargo que recibió de Zeus de matar al gigante de múltiples ojos Argos Panoptes, que estaba vigilando a la ninfa Ío en el santuario de la propia Hera.

### Logios
Su epíteto Logios es la representación del dios en el acto de declamar, como orador, o como dios de la elocuencia. De hecho, junto con Atenea, era la representación divina estándar de la elocuencia en la Grecia clásica. El himno homérico a él dedicado (probablemente del siglo VI a. C.) lo describe dando un exitoso discurso desde la cuna para defenderse de la (verdadera) acusación de haber robado ganado. Algo después, el comentario de Proclo sobre La República de Platón describe a Hermes como dios de la persuasión. Aún más tarde, los neoplatónicos verían a Hermes Logios más místicamente como origen de una «cadena hermaica» de luz y radiación emanando del intelecto divino (nous). Este epíteto también produjo un tipo escultórico.

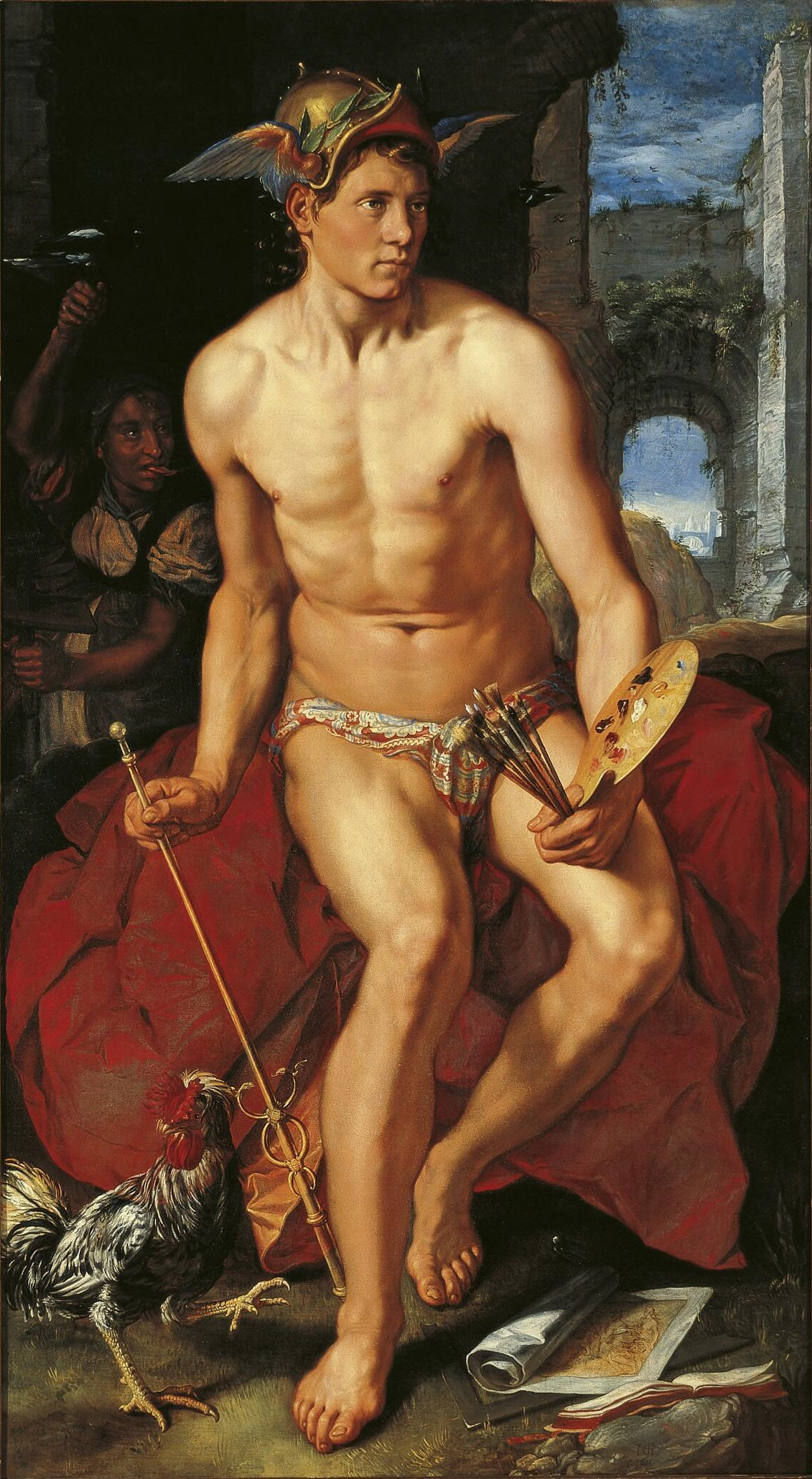
Mercurio por Hendrick Goltzius, 1611 (Frans Halsmuseum, Haarlem).

### Otros
Otros epítetos de Hermes son:
- Agoreo, ‘del ágora’;[37]
- Acacesio, ‘de Acaco’;
- Charidotes, ‘dador de hechizos’;
- Crióforo, ‘portador del carnero’;
- Cilenio, ‘del Cilene’;
- Diactoros, ‘mensajero’;
- Dolios, ‘confabulador’;
- Enagonio (Εναγωνιος), ‘de los juegos (olímpicos)’;
- Enodios, ‘en la carretera’;
- Epimelio, ‘guardián de rebaños’;
- Erionios, ‘que trae suerte’;
- Poligio;
- Psicopompo, ‘guía del alma’.

## Culto de Hermes
Aunque había templos dedicados a Hermes por toda Antigua Grecia, un centro principal de su culto estaba en Feneo (Arcadia), donde las fiestas en su honor se llamaban Hermeas (Ἔρμαια; en latín, Hermaea). Un mito señalaba que Licaón, hijo de Pelasgo, mandó construirle el primer templo.
Como franqueador de fronteras, Hermes Psicopompo (‘guía del alma’) se encargaba de llevar las almas recién muertas al Inframundo y al Hades. En el himno homérico a Deméter, Hermes guiaba a la Coré (Perséfone) de vuelta con Deméter. También llevaba los sueños a los mortales vivos.

Otra función importante de Hermes era su rol como patrón de todos los juegos gimnásticos de los griegos. Esta idea parece ser de origen tardío, pues en los poemas homéricos no hay rastro alguno de la misma y la apariencia del dios, tal como es descrita, resulta muy diferente de lo que podría esperarse del dios del arte gimnástico. Pero sus imágenes fueron erigidas en tantos lugares, entre ellos a la entrada de los gimnasios, que el resultado natural fue que, como Heracles y los Dioscuros, fuese considerado como protector de los jóvenes y los ejercicios y concursos gimnásticos. y que en una época posterior los artistas griegos derivasen su ideal del dios desde el gimnasio, y lo representasen como un joven cuyos miembros estaban bella y armoniosamente desarrollados gracias a ejercicios gimnásticos. Atenas parece haber sido el primer lugar en el que fue adorado en este papel. Debe observarse que las diversas funciones del dios llevaron a algunos de los antiguos a asumir que varias deidades compartían su nombre. Cicerón distingue cinco. Servio distingue cuatro. Pero estas cifras también incluyen las divinidades foráneas, que fueron identificadas por los griegos con su propio Hermes.

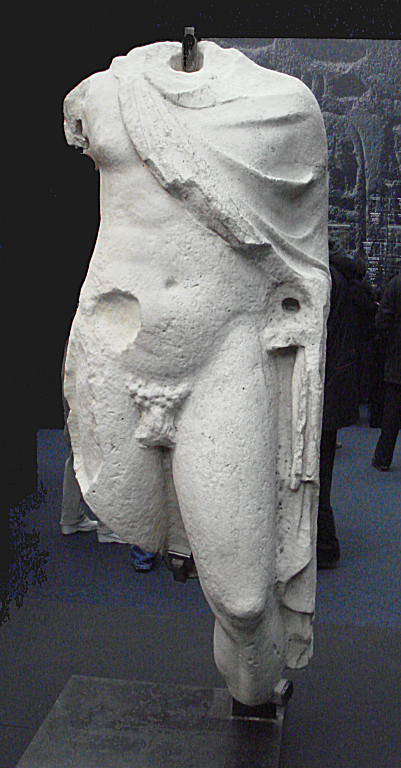
Estatua de Ptolomeo III vestido como Hermes, con la clámide (Egipto ptolemaico).

La idea de Hermes como heraldo y mensajero de los dioses, de sus viajes de un sitio a otro y decidiendo tratados, implicaba necesariamente la noción de que era el promotor del intercambio social y el comercio entre los hombres, y que era amistoso con ellos. En este puesto era considerado el mantenedor de la paz, y como dios de los caminos, que protegía a los viajeros y castigaba a quienes rehusaban ayudar a los que se equivocaban de ruta. Por ello los generales atenienses, al preparar una expedición, ofrecían sacrificios a Hermes, apellidado Hegemonio o Agetor, y muchas estatuas del dios fueron erigidas en los caminos y en las puertas, circunstancia por la que recibió varios epítetos. Como dios del comercio, era llamado διέμπορος, ἐμπολαἳος, παλιγκάπηλος, κερδέμπορος, ἀγοραἳος, etcétera y como el comercio es el origen de la riqueza, Hermes es también el dios de las ganancias y las riquezas, especialmente de las repentinas e inesperadas, como las adquiridas mediante el comercio. Como dador de riqueza y buena suerte (πλουτοδότης), también presidía sobre el juego de los dados, y quienes jugaban arrojaban una hoja de olivo sobre los dados, y primero tiraban esta hoja. Ya se ha señalado que Hermes era considerado el inventor de los sacrificios, y por tanto no solo actúa en la parte de un heraldo en los sacrificios que es también el protector de los animales sacrificiales, y se creía en concreto que incrementaba la fertilidad de las ovejas. Por eso era adorado especialmente por los pastores, y se lo menciona en relación con Pan y las ninfas. Esta faceta de la personalidad de Hermes es un resto de la antigua religión arcadia, en la que fue el dios fertilizador de la tierra, que confería sus bendiciones a los hombres, y algunos otros rasgos de este carácter aparece en los poemas homéricos. 

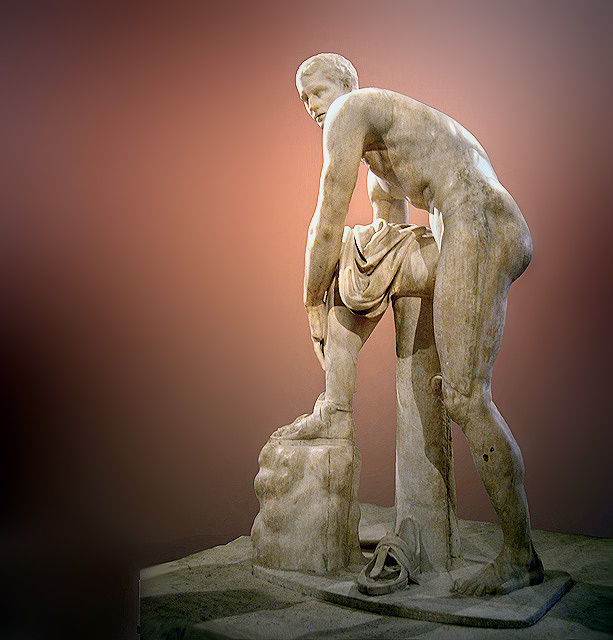
Hermes atándose la sandalia, copia romana en mármol de un bronce de Lisipo (Museo del Louvre).

Entre los helenos, como sugiere la palabra relacionada «herma» (‘piedra fronteriza’), Hermes personificaba el espíritu del cruce: se pensaba que se manifestaba en cualquier tipo de intercambio, transferencia, transgresión, trascendencia, transición, tránsito o travesía, todas ellas actividades que involucran algún tipo de cruce en cierto sentido. Esto explica su relación con las transiciones en la propia suerte, con los intercambios de bienes, palabras e información implicados en el comercio, la interpretación, la oratoria y la escritura, con la forma en la que el viento puede transportar objetos de un lugar a otro y con la transición al otro mundo.
Muchas inscripciones dedicadas a Hermes han sido halladas en el ágora de Atenas, en relación con su epíteto Agoreo y su papel como patrón del comercio.
Originalmente, Hermes era representado como un dios fálico, viejo y barbudo, pero en el siglo VI a. C. este Hermes tradicional fue reimaginado como un joven atlético. Estatuas de este nuevo tipo de Hermes se erigieron en los estadios y gimnasios de toda Grecia. Entre las cosas a él consagradas pueden nombrarse la palmera, la tortuga, el número cuatro y varios tipos de peces, y los sacrificios que se le dedicaban consistían en incienso, miel, pasteles, cerdos y especialmente corderos y cabritillos.

### Herma
En la temprana Grecia Antigua, Hermes fue un dios fálico de las fronteras. Su nombre, en la forma «herma», designaba a un montón de piedras usado para marcar los caminos y delimitar fronteras y propiedades. Cada viajero que pasaba por el camino añadía su piedra al montón, indicando así su presencia. Sobre el 520 a. C. Hiparco, hijo de Pisístrato, sustituyó los montones de piedras que señalaban el punto medio entre cada pueblo (deme) del Ática y el ágora de Atenas por pilares cuadrados o rectangulares de piedra o bronce coronados por un busto de Hermes, con barba y un falo erecto en la base. En las más primitivas hermas «cilenas», el pilar de piedra o madera era simplemente un falo tallado. En Atenas, las hermas se colocaban fuera de las casas para atraer la buena suerte. Como señaló Walter Burkert, «resulta asombroso que un monumento de esta clase pudiera ser transformado en un dios olímpico».
En 415 a. C., la noche anterior a la partida de la flota ateniense hacia Siracusa durante la guerra del Peloponeso, todas las hermas atenienses fueron vandalizadas, lo que se consideró un mal augurio. (Véase Expedición a Sicilia). Los atenienses de la época creyeron que había sido obra de saboteadores, bien de Siracusa o de pacifistas de la propia Atenas. Se sospechaba que Alcibíades, pupilo de Sócrates, estaba implicado. Aunque este lo negó y se mostró dispuesto a ser juzgado, Sócrates pagó indirectamente la impiedad con su vida. 
Desde estos orígenes, las hermas se incorporaron al repertorio de la arquitectura clásica.

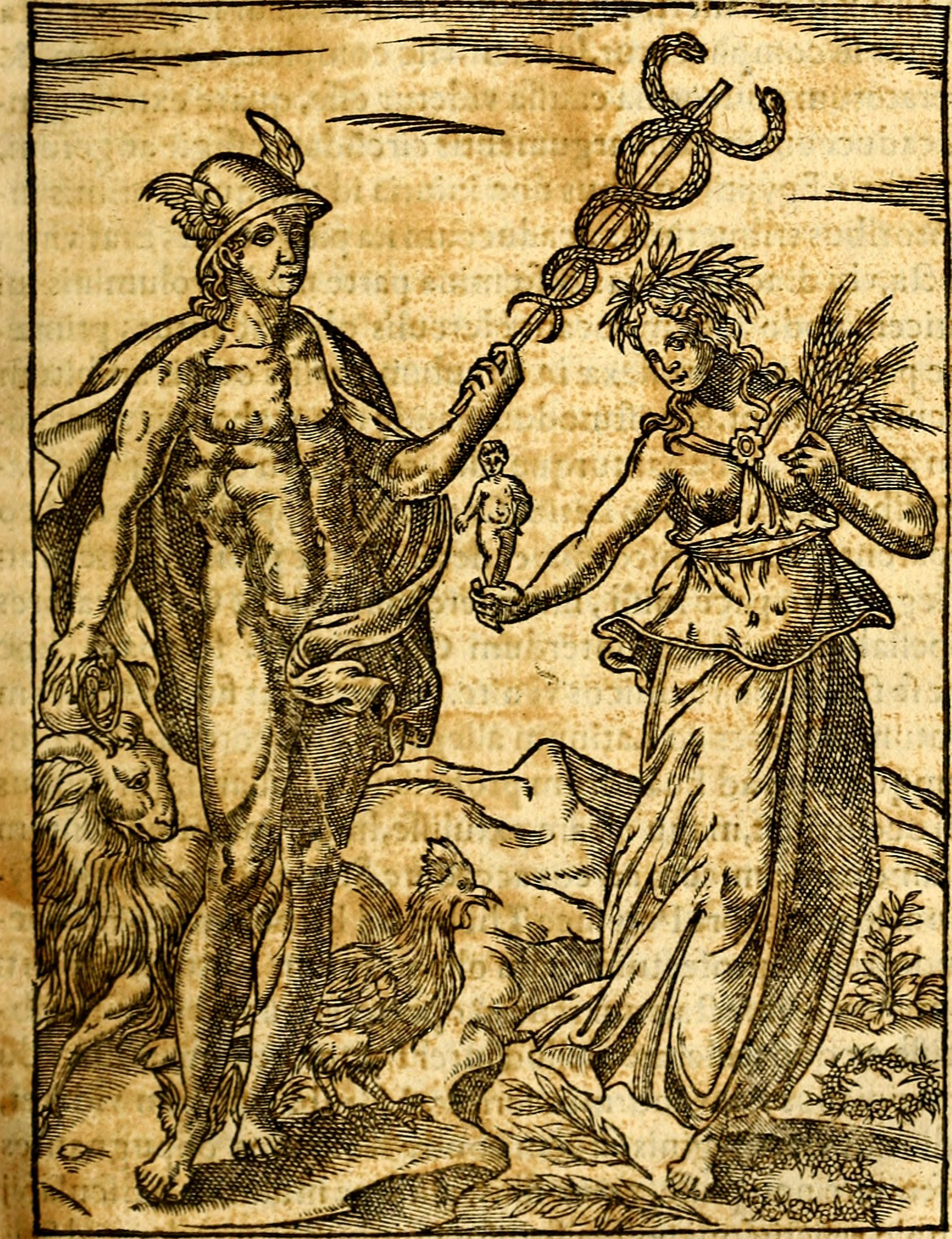
Hermes portando el caduceo. Entre otros atributos, con él podía abrir y cerrar los ojos de los mortales. Se lo regaló Apolo, y Hermes a cambio le regaló a este la lira.

### Iconografía
Hermes suele ser retratado llevando el sombrero de ala ancha que usaban los viajeros para protegerse del sol y la lluvia (llamado pétaso) o un gorro alado. En épocas posteriores este atributo fue adornado con dos alas pequeñas, si bien a veces estas le salen del pelo, no llevando entonces sombrero.
También se lo representa calzando sandalias con alas. Aunque Homero no dice ni sugiere que estuvieran provistas de alas, en épocas posteriores aparecen con alas, de donde se lo llama πτηνοπέδιλος o alipes.
Otro de sus atributos era el caduceo (ῥάϐδος o σκἣπτρον), mencionado frecuentemente en los poemas homéricos como la vara mágica con la que cierra y abre los ojos de los mortales, no diciéndose de qué persona o dios la recibió, ni que tenga las serpientes entrelazadas con que aparece en obras de arte posteriores. Según el himno homérico a Hermes y Apolodoro, la recibió de Apolo, y parece que deben distinguirse dos báculos, que luego fueron unidos en uno: primero, la vara de heraldo ordinaria y segundo la vara mágica, como las que otras divinidades también poseían. Los lazos blancos con los que la vara de heraldo estaba originalmente adornada fueron cambiados por artistas posteriores por dos serpientes aunque los propios antiguos las justificaban bien como vestigio de alguna característica del dios, bien considerándolas representaciones simbólicas de la prudencia, la vida, la salud y similar. En épocas posteriores, el caduceo fue adornado también con un par de alas, expresando la rapidez con la que el mensajero de los dioses se movía de un lugar a otro. En la actualidad el caduceo suele ser considerado un emblema iconográfico del comercio.

## Nacimiento e infancia

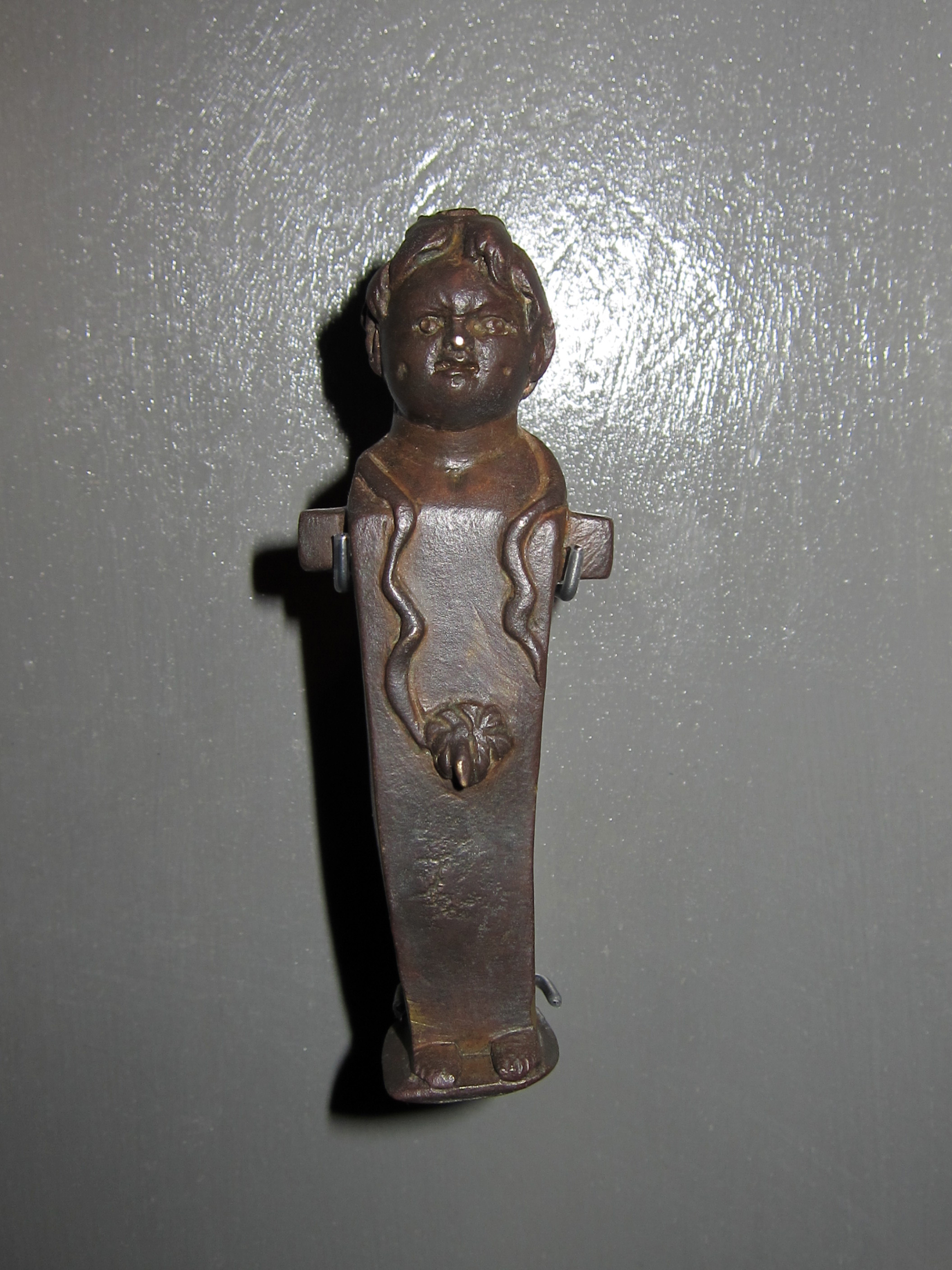
Aplique romano de Hermes Niño proveniente de la península de La Magdalena (Santander, Cantabria.)

Hermes fue hijo de Zeus y Maya, una de las Pléyades, hija de Atlas. Nació en una cueva del monte Cilene en Arcadia. Sin embargo alguna tradición sitúa su nacimiento en el Olimpo. A veces se le aplica el epíteto de Atlantiades o el de Cilenio.
En sus primeras horas de vida, se escapó de su cuna, fue a Pieria —se discute si se trata de un lugar situado en Acaya o de otro localizado en Tesalia— y se llevó algunos de los bueyes de Apolo. En la Ilíada y en la Odisea, aunque no se habla de esa tradición, se caracteriza a Hermes como un astuto ladrón. Otras versiones, incluso, refieren el robo de los bueyes a una época más avanzada de la vida del dios. Para no ser descubierto por los rastros de sus pasos, Hermes se puso unas sandalias y condujo los bueyes a Pilos, donde mató dos y encerró el resto en una cueva. Las pieles de los animales muertos fueron clavadas a una roca, y parte de su carne fue cocinada y consumida, y el resto quemada; al mismo tiempo ofreció sacrificios a los dioses olímpicos, por lo que probablemente fuera llamado el inventor de la adoración divina y los sacrificios.
Tras esto volvió inmediatamente a Cilene, donde encontró una tortuga a la puerta de su cueva natal. Hermes tomó el caparazón del animal, tensó cuerdas a su través e inventó así la lira y el plectro. Algunos dicen que el número de cuerdas de su nueva invención fue tres y otros dicen que siete, y estaban hechas de tripa de buey u oveja.
Apolo, gracias a su poder profético, descubrió que fue Hermes quien robó parte de su ganado, y fue a Cilene a acusarlo de él delante de su madre Maya. Esta mostró al dios el niño en su cuna, pero Apolo llevó al niño ante Zeus y exigió la devolución de sus bueyes. Zeus le ordenó que cumpliese con las demandas de Apolo, pero Hermes negó haber robado el ganado. Sin embargo, como vio que sus afirmaciones no eran creídas, condujo a Apolo hasta Pilos y le devolvió sus bueyes, pero cuando Apolo oyó los sonidos de la lira quedó tan encantado que permitió a Hermes quedarse los animales. Hermes inventó entonces la siringa y tras haber revelado a Apolo sus invenciones, los dos dioses entablaron una estrecha amistad.
Apolo obsequió a su joven amigo su propia vara dorada de pastor, enseñándole el arte de profetizar por medio de los dados, y Zeus lo hizo heraldo suyo y también de los dioses del mundo inferior. Apolo rehusó enseñar a Hermes el arte de la profecía y le refirió para ello a las tres hermanas que moraban en el Parnaso, pero le confirió el oficio de proteger ganados y pastizales.

### Mito de Hermes y la negociación con Hades
En la mitología griega involucran a Hermes como negociador con Hades, en su explicación sobre los cambios de las estaciones, de la siguiente manera: Hades, el dios del inframundo, sintiéndose muy solo, rapta a Perséfone de la Tierra y la convierte en su esposa, tras lo cual su madre Deméter (diosa de las estaciones y la tierra fértil, más antigua que Zeus), entristeció y echó maldiciones sobre la Tierra hasta que no vuelva a ver a su hija, comenzando así un período de agonía para la humanidad. Es entonces cuando Zeus envía a Hermes al inframundo a negociar con Hades para que la devuelva. El pacto fue finalmente que Perséfone pasaría seis meses en el inframundo con Hades, y otros seis en la Tierra con Deméter; los meses en el inframundo su madre entristece (otoño-invierno), y cuando regresa a la Tierra, su progenitora vuelve a ser feliz (primavera-verano).

## Descendencia, amoríos y consortes
Algunas aventuras amorosas de Hermes no tuvieron descendencia. Se dice que Hermes se había enamorado de la hija de Catreo, Apemósine. Incapaz de alcanzarla cuando huía, ya que lo aventajaba por la agilidad de sus pies, extendió por el camino unas pieles frescas. Apemósine, al regresar a la fuente, resbaló en ellas y fue violada por Hermes. Cuenta la leyenda que Brimo, junto a las aguas del Bebeide, depositó su cuerpo virginal al lado de Hermes. En una ocasión Hermes perseguía a Perséfone o bien a Hécate, con la intención de violarla, pero la diosa bramó encolerizada, asustándolo para que desistiera, y de ahí que se ganara el epíteto de "Brimo" («furiosa»). Palestra era una de Córico o Pandoco. Se dice que confió a Hermes descubrimiento de la lucha que habían hecho sus hermanos o bien encomió al dios que matara a su padre, un criminal. En una fuente se hace a Persuasión (Peito) esposa alegórica de Hermes. La poetisa Corina refiere que a causa de Tanagra los dioses Hermes y Ares se enfrentaron en una competición de pugilato para conseguir el afecto de la náyade aunque nada más se aclara al respecto. Se dice en los himnos homéricos que estas ninfas montaraces se unieron en el amor con los silenos y también con Hermes.
Clemente nos dice que Hermes tuvo los siguientes amoríos masculinos: Perseo, Crisas, Teseo y Odriso. No obstante no añade más datos al respecto. De otros amantes sí se tiene contexto. Anfión, por ejemplo, se convirtió en un gran cantante y músico después de que su amante Hermes le enseñara a tocar y le regalara una lira de oro. De Croco se dice que era un amado de Hermes y que fue accidentalmente asesinado durante el lanzamiento de disco; de su sangre nació el azafrán, que llevó su nombre en griego. Dafnis en una versión no es hijo de Hermes sino su erómeno. Algunos dicen que Perseo recibió los tesoros divinos (sandalias, zurrón y yelmo de Hades) de Hermes porque le amaba y quería favorecerlo. En una ocasión a Polideuces (Pólux), uno de los Dioscuros, que por entonces era amante de Hermes, recibió como prenda de amor un caballo tesalio.
| Descendiente    | Consorte (si la hay), amorío y referencias |
| --------------- | --- |
| Abdero          | Abdero era un hijo de Hermes que fue devorado por las yeguas de Diomedes. Había quedado encargado de custodiarlas mientras su amigo Heracles luchaba contra los hombres de Diomedes. |
| Agreo           | Hermes se unió en oculto amor con dos ninfas gemelas. Por un lado, en el lecho de Sose, la agreste adivina, engendró un hijo inspirado con facultades adivinatorias, Agreo, uno de los panes, que se adiestraba con habilidad en la caza de bestias salvajes. |
| Angelia         | Descrita solo por Píndaro, a Angelia se la menciona como hija de Hermes, y como tal es la personificación de los «mensajes». |
| Áptale          | Una hija de Hermes cuyo nombre está corrupto y nada más se sabe. |
| Árabo           | A Árabo, epónimo de Arabia, lo engendraron el inocuo Hermaón (Hermes) y Tronia, hija del rey Belo. |
| Ástaco          | Según un escolio Hermes engendró a Ástaco con Astabe, una hija de Peneo. Ástaco fue padre de Yocles y abuelo de Hipónoo. |
| Autólico        | Hermes concibió a Autólico, a quien había engendrado con Quíone, hija de Dedalión o bien con Filónide, hija de Deyoneo. Hermes le dio a su hijo el don de ser un ladrón tan habilidoso que jamás habría de ser capturado. Otros dicen que para gozar de Quíone Hermes la durmió con una varita. Otra versión dice que la madre de Autólico fue Estilbe, hija de Heósforo. |
| Buno            | Según Eumelo Buno, que recibió el trono de Éfira de manos de Eetes, era hijo de Hermes y una tal Alcidamea. Después de la muerte de Buno el trono efirota pasó a manos de Epopeo, hijo de Aloeo. |
| Ceco            | Plutarco nos dice que el río Ceco o Caico pasó a llamarse así debido a un hijo epónimo de Hermes y Ocírroe, una ninfa de Misia. Ceco se había suicidado arrojándose a las aguas porque había cometido incesto con su hermana Alcipe. |
| cefalenos       | Se lanzaron hacia el pueblo de los altivos cefalenos, pueblo del prudente Odiseo, que la venerable ninfa Calipso dio a luz para Hermaón (Hermes), pueblo cautivo por obra de Poseidón. |
| Céfalo          | De Herse y Hermes nació Céfalo. Eos enamorada, lo raptó y después de unirse a él en Siria concibió a Titono. |
| Cefeo           | Se dice que Cefeo fue engendrado por Hermes en unión con Creúsa, hija de Erecteo. Probablemente se trate de una confusión en el anterior Céfalo. |
| Cérix           | En al menos una versión Pándroso fue, por Hermes, la madre de Cérix, en vez de su hermana Agraulo. |
| Cidón           | Cidón era el epónimo de la cretense Cidonia. Los cretenses no están de acuerdo con el relato de los tegeatas y cuentan que Cidón era hijo de Acacálide, hija de Minos, y de Hermes. |
| Dafnis          | En Sicilia nació Dafnis, hijo de Hermes, que sabía tocar la flauta y era muy hermoso. Adquirió su nombre por algo que le sucedió, pues era hijo de una ninfa y fue expuesto tras nacer junto a un laurel. |
| Dólope          | Dólope era un hijo de Hermes que murió en la ciudad de Magnesia. Su tumba estaba situada a orillas del mar. Los argonautas se detuvieron junto a ella durante dos días, esperando a que pasara el tiempo tormentoso, y le ofrecieron sacrificios. |
| Eleusis         | Dice Pausanias que Eleusis, el héroe por el que toma nombre de la homónima Eleusis, que es hijo de Hermes y de Daera, hija de Océano, entre otras variantes. |
| Equión y Éurito | Equión y Éurito o Érito,dos hermanos naturales de Álope, se enrolaron en la expedición de los argonautas. Siempre son descritos juntos y habían nacido de Hermes y Antianira, hija de Meneteo. |
| Eros            | a) El primer Cupido (Eros) se dice que nació de Mercurio y de la primera Diana (Artemisa); esta Diana es hija de Júpiter (Zeus) y Prosérpina (Perséfone). b) El segundo Cupido nació de Mercurio y de la segunda Venus, refiriéndose a la Afrodita nacida de la espuma. |
| Etálides        | Etálides era hijo de Hermes y de Eupolemía, hija de Mirmidón. Natural de Larisa o de la rocosa Álope, Etálides se enroló en la expedición de los argonautas. |
| Eudoro          | Al frente de la segunda iba el marcial Eudoro, aún soltero, a quien había dado a luz Polimela, bella en la danza, hija de Filante. El pujante Argifonte se había prendado de ella, al verla con sus ojos entre las bailarinas en el coro de la ruidosa Ártemis, la de áureos venablos. Al punto subió al piso superior y se acostó en secreto a su lado el curador Hermes y le procuró un ilustre hijo, Eudoro, rápido como nadie en la carrera y buen luchador. |
| Euresto         | Un hijo de Hermes cuyo nombre está corrupto y nada más se sabe. |
| Eurímaco        | Eurímaco es un hijo de Hermes cuya hija, Eribea, fue la segunda esposa de Aloeo y madrastra de los Alóadas. |
| Evandro         | Se cuenta que el hombre más sabio y el mejor soldado de los arcadios era un tal Evandro, cuya madre era la ninfa Carmenta, hija del Ladón, y su padre Hermes. Enviado a fundar una colonia al frente de una compañía de arcadios de Palantio, fundó una ciudad (parte de la futura Roma) a orillas del río Tíber. |
| Faris           | Faris, hijo de Hermes y la danaide Filodamía fue el fundador epónimo de Faris en Mesenia. |
| Gigante         | Habido con una tal Hierea, Gigante fue padre de Ísqueno, que fue sacrificado durante una hambruna en Olimpia. |
| Hermafrodito    | Cuenta Diodoro que Hermafrodito, nacido de Hermes y Afrodita, recibió su nombre de la combinación del de sus dos progenitores. Fue transformado en un ser bisexuado cuando los dioses concedieron literalmente a la ninfa Salmacis o Salmácide su deseo de no separarse jamás de él. |
| Libis           | Según Higino el desconocido Libis había nacido de Libia, hija de Palamedes. |

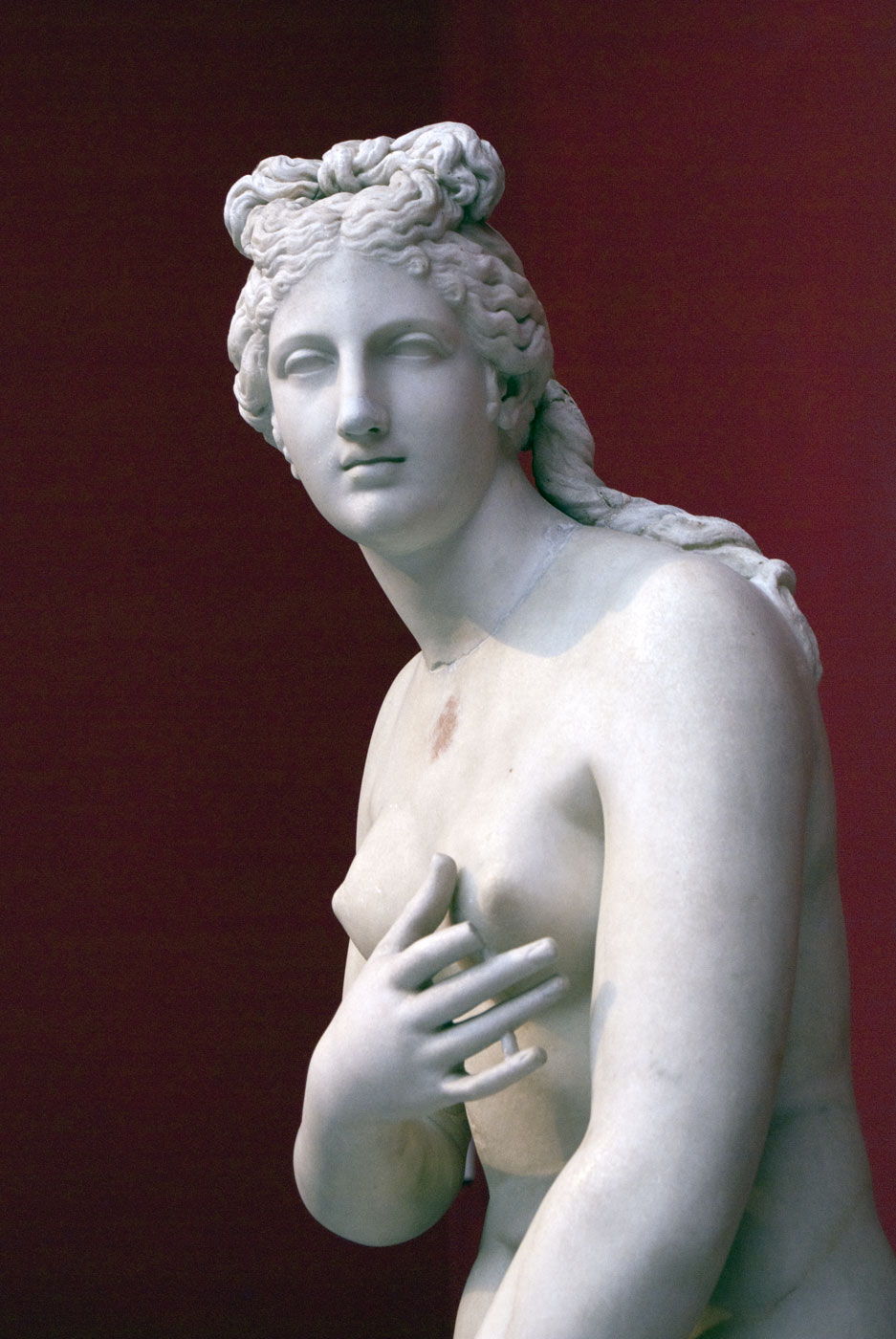
Afrodita, copia de la época helenística, Atenas.

| Lino            | Hermes y Urania fueron los padres de Lino. |
| Mírtilo         | Mírtilo, el auriga personal de Enómao se decía hijo de Hermes. La consorte de Hermes y madre de Mírtilo no tiene una tradición establecida, y así su nombre se baraja entre la danaide Faetusa, la amazona Mirtoo una mujer local, cuyo nombre varía entre Clitia, Clímene, Cleobule o Teobule. |
| Nomio           | Hermes se unió en oculto amor con dos ninfas gemelas. Por otro lado estaba Nomio, uno de los panes, amado por los rebaños, que se afanaba en hacer sonar la pastoril siringe, al cual engendró cuando se introdujo en el lecho de la montaraz Penélope . |
| Nórax           | Nórax, el epónimo de Nora en Cerdeña es citado como hijo de Eritea, hija de Gerión, y de Hermes. |
| Orión           | Se dice que una vez Júpiter (Zeus), Neptuno (Poseidón) y Mercurio (Hermes) decidieron recompensar la hospitalidad de Hirieo. Hermes sacó la piel de toro que Hirieo les había sacrificado, orinaron en ella y la enterraron en la tierra. Entonces de la tierra nació Orión. |
| Palestra        | Palestra es la diosa y personificación de la palestra (lucha deportiva) y era una hija natural de Hermes. Se creía que había crecido en Arcadia, lo que la relacionaba con Olimpia y los Juegos Olímpicos. Se le atribuye la invención del arte de la lucha para que los hombres se entretuvieran en tiempos de paz. Los vencedores olímpicos son coronados con el acebuche, de ahí que sea el favorito de Palestra. |
| Pan             | El dios griego de la naturaleza, las ovejas y los rebaños, Pan, se decía a menudo que era hijo de Hermes. En el himno homérico a Pan, la madre del éste, citada tan sólo como «una hija de Dríope», asustada por su apariencia cabruna, comenzó a huir de su propio hijo. Otros dicen que Pan había nacido de Hermes y Penélope, aparentemente la esposa de Odiseo. Heródoto asegura que esa es la versión que creen la mayoría de los griegos. En un escolio Pan es citado como hijo de Hermes y de Enéis o Timbris, que parecen ser el nombre de dos ninfas (véase Erato). |
| Pélope          | En una rara versión se dice que con Hermes Cálice fue la madre de Pélope. |
| Pólibo (1)      | Dicen que del rey epónimo Sición nació Ctonofile, y de ella y de Hermes dicen que nació Pólibo, otro rey de Sición. Al propio Pólibo le sucedió su nieto Adrasto. |
| Pólibo (2)      | Ateneo nos dice que de Pólibo, hijo de Hermes, y de Eubea, hija de Larimno, nació Glauco. |
| Príapo          | Según una versión minoritaria Príapo es hijo de Hermes, pero no se indica quién fue la madre. |
| Prilis          | Prilis era un adivino hijo de Hermes y la ninfa lesbia Isa. Durante la toma de Troya fue a Prilis a quien se le ocurrió la idea de usar el caballo de madera. |
| Saón            | Saón había nacido de Hermes y de Rena, una ninfa del monte Cilene. Saón reunió a todas las gentes dispersas en Samotracia, las unificó y les dio sus leyes. |
| sátiros         | Con Iftime, hija de Doro, Hermes engendró secretamente a tres de los sátiros, Lico, Ferespondo y Pronomo. Estos se unieron al tíaso de Dioniso. |
| Sileno          | A Sileno, cuando se lo incluye como uno de los sátiros, se lo imagina como un hijo de Hermes. |

## En los mitos

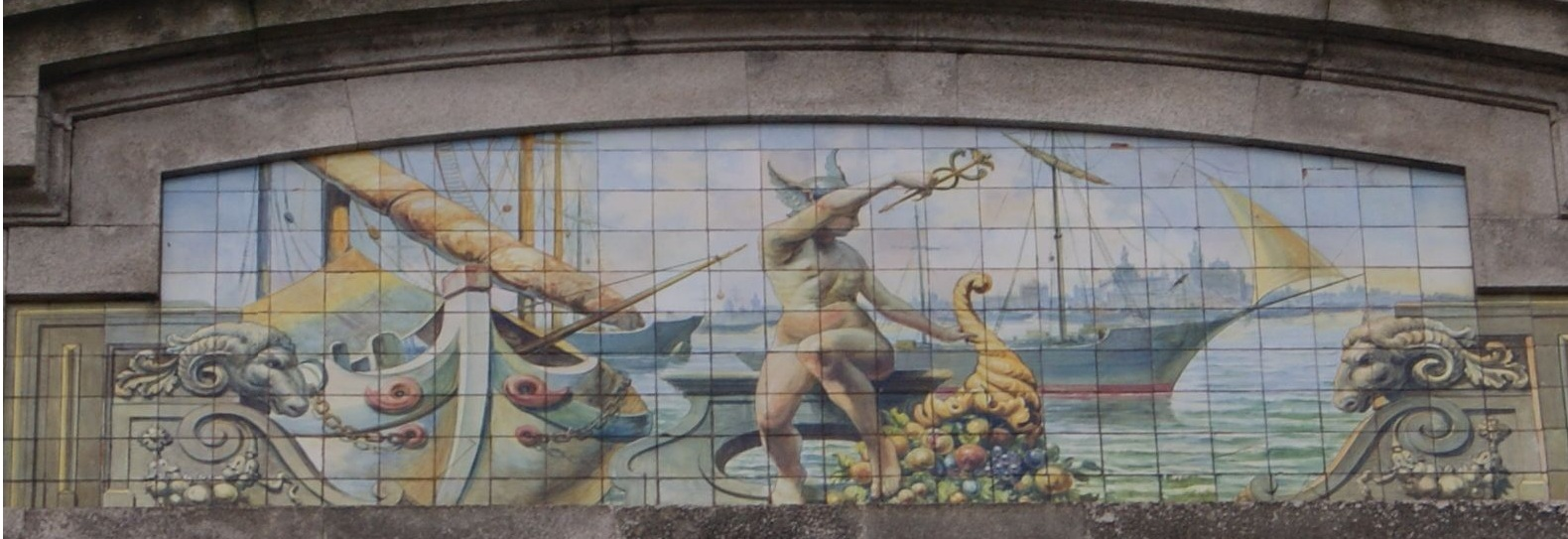
Representación mural en azulejo de Hermes-Mercurio en Vigo, Galicia, España

Sus servicios a Hermes no se limitaban a los oficios de heraldo y mensajero, sino que también era su auriga y copero. Como los sueños son enviados por Zeus, Hermes, el ήγήτωρ δυείρων, los conduce hasta los hombres, y por eso también es descrito como el dios que tenía en su poder enviar el sueño reconfortante o retirarlo.

### LaIlíada
En la Guerra de Troya, Hermes estuvo del lado de los griegos. El cuerpo de Sarpedón fue sacado del campo de batalla por los dioses alados gemelos Hipnos (Sueño) y Tánatos (Muerte). La pareja se describe vestida con armadura y supervisada por Hermes Psicopompo en el canto XVI de la Ilíada:

[Apolo] entrególo a los veloces conductores y hermanos gemelos: el Hipno y la Muerte. Y estos, transportándolo con presteza, lo dejaron en el rico pueblo de la vasta Licia.

Además, Hermes ayudó al rey Príamo de Troya a internarse en el campamento aqueo para enfrentarse con Aquiles y convencerlo de que le devolviera el cuerpo de su hijo Héctor.

### LaOdisea

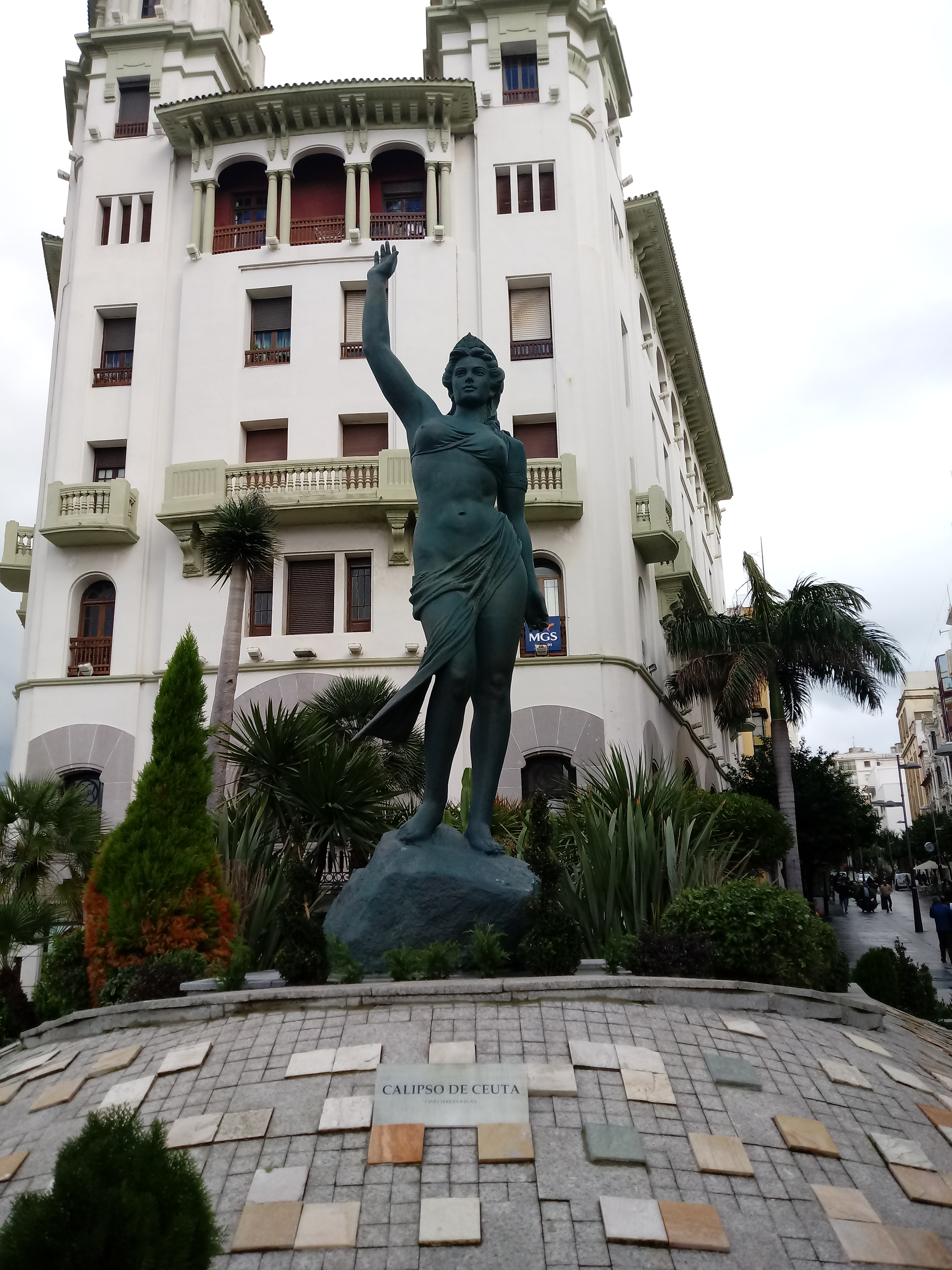
Estatua de Calipso en Ceuta donde algunos autores ubican la isla de Ogigia.

En el Libro V de la Odisea, Hermes es enviado por orden de Zeus a liberar a Odiseo de la isla de Calipso. En el Libro X protege a Odiseo de Circe dándole una hierba no identificada denominada moly que lo protegería de su hechizo. Odiseo, el protagonista principal de la Odisea, desciende por línea materna de Hermes.

### Argos Panoptes
Cuando la ninfa Io, una de las amantes de Zeus, fue atrapada por Hera y puesta bajo la vigilancia del gigante de cien ojos, Argos Panoptes, Zeus ordenó a Hermes que robase a la ternera, pero fue denunciado por Hiérax. Hermes tuvo que matar a Argos. Por esa matanza es muy comúnmente llamado Argifonte. En otra versión, Hermes salvó a Io durmiendo al gigante con historias y canciones y decapitándolo entonces con una espada con forma de media luna. Los ojos de Argos fueron puestos en la cola del pavo real, símbolo de Hera.

### Perseo
Hermes ayudó a Perseo a matar a la gorgona Medusa dándole sus sandalias aladas y la hoz de Zeus. También le dio el casco de invisibilidad de Hades y le dijo que lo usara para que las inmortales hermanas de Medusa no lo vieran huir. Atenea también ayudó a Perseo prestándole su pulido escudo. Por último, Hermes lo guio al Inframundo.

### Prometeo
En algunas versiones, Hermes fue quien ató a Prometeo en el Cáucaso.
En la tragedia Prometeo encadenado, atribuida a Esquilo, Zeus envía a Hermes a enfrentarse con el titán encadenado Prometeo por una profecía que aseguraba que el titán derrocaría al primero de los dioses. Hermes regaña a Prometeo por no ser razonable y querer prolongar su tortura, pero Prometeo rehúsa darle detalles sobre la profecía.

### Herse, Aglauro y Pándroso
Cuando Hermes amaba a Herse, una de las tres hermanas que servían a Atenea como sacerdotisas (partenos), su celosa hermana mayor Aglauro se interpuso entre ellos. Hermes la transformó en piedra y fue padre de Céfalo con Herse, de Eumolpo con Aglauro y de Cérix con Pándroso.

### Otras historias
- En la historia del músico Orfeo, Hermes llevó de vuelta a Eurídice al Hades después de que este mirase atrás para ver a su esposa por segunda vez.
- Hermes ayudó a proteger al dios infante Dioniso de Hera, después de que esta matase a su madre mortal, Sémele, por celos: Rescató a Dioniso de las llamas tras su nacimiento o lo recibió de manos de Zeus para llevarlo a Atamas.[143]
- Transformó a las Miníades en murciélagos.
- Enseñó a las Trías las artes de la profecía y la adivinación.
- Ató a Ixión a la rueda[144]
- Llevó a Hera, Afrodita y Atenea al Juicio de Paris.[145]
- Cuando los dioses crearon a Pandora, fue Hermes quien la llevó a las mortales y le otorgó su fuerte sentido de la curiosidad.
- El rey Atreo de Micenas recuperó el trono de su hermano Tiestes siguiendo los consejos que recibió del tramposo Hermes. Tiestes accedió a devolverle el reino cuando el sol se moviese hacia atrás en el cielo, una hazaña que Zeus hizo posible. Atreo recuperó el trono y desterró a Tiestes.
- Heracles fue vendido por él a Ónfale.[146]
- Diógenes, hablando en broma, contaba el mito de Hermes apiadándose de su hijo Pan, quien suspiraba por Eco pero era incapaz de tenerla, y le enseñaba el truco de masturbación para aliviar su sufrimiento. Más tarde Pan enseñó la costumbre a los pastores jóvenes.[147]

## Hermes en el arte

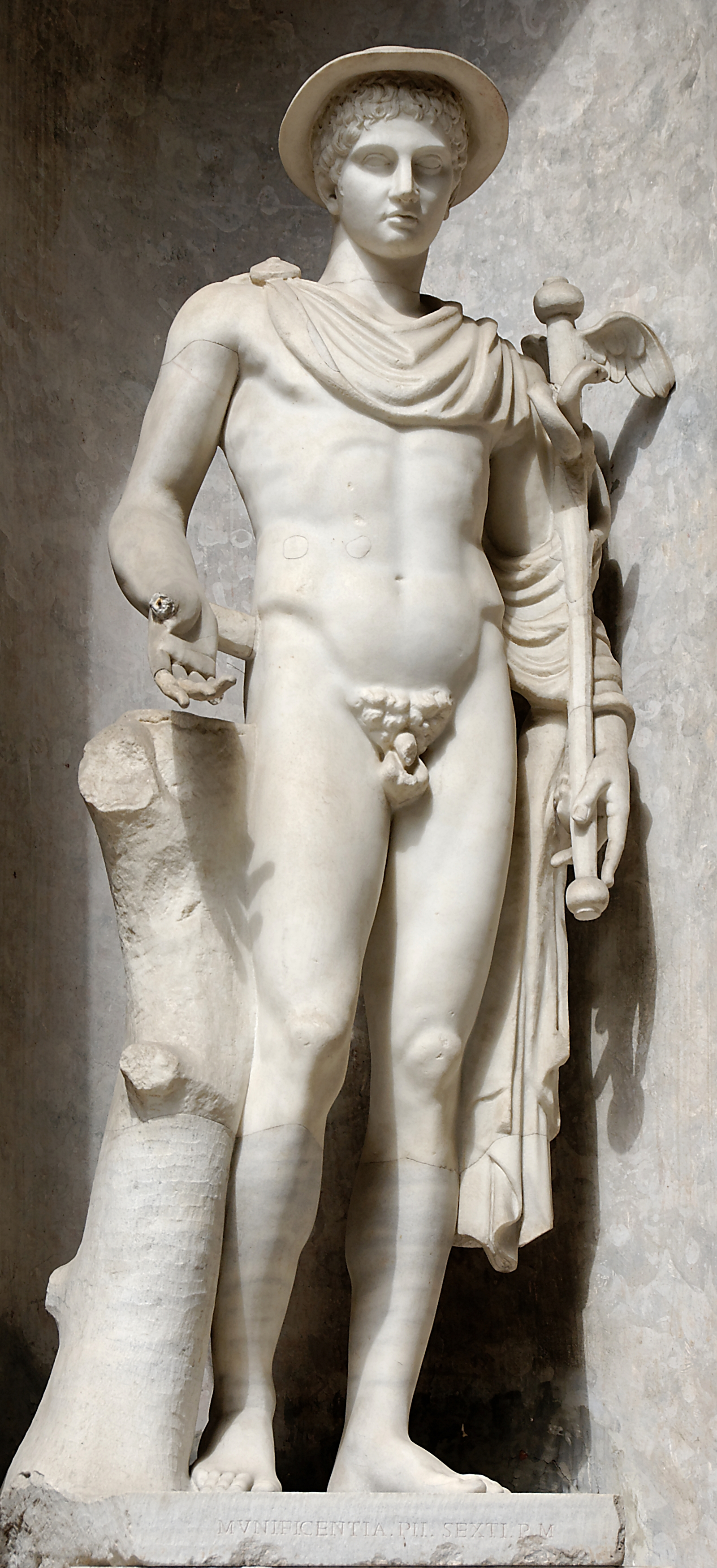
Hermes Ingenui, copia romana del original griego del siglo V a. C., museo Pío-Clementino, Ciudad del Vaticano.
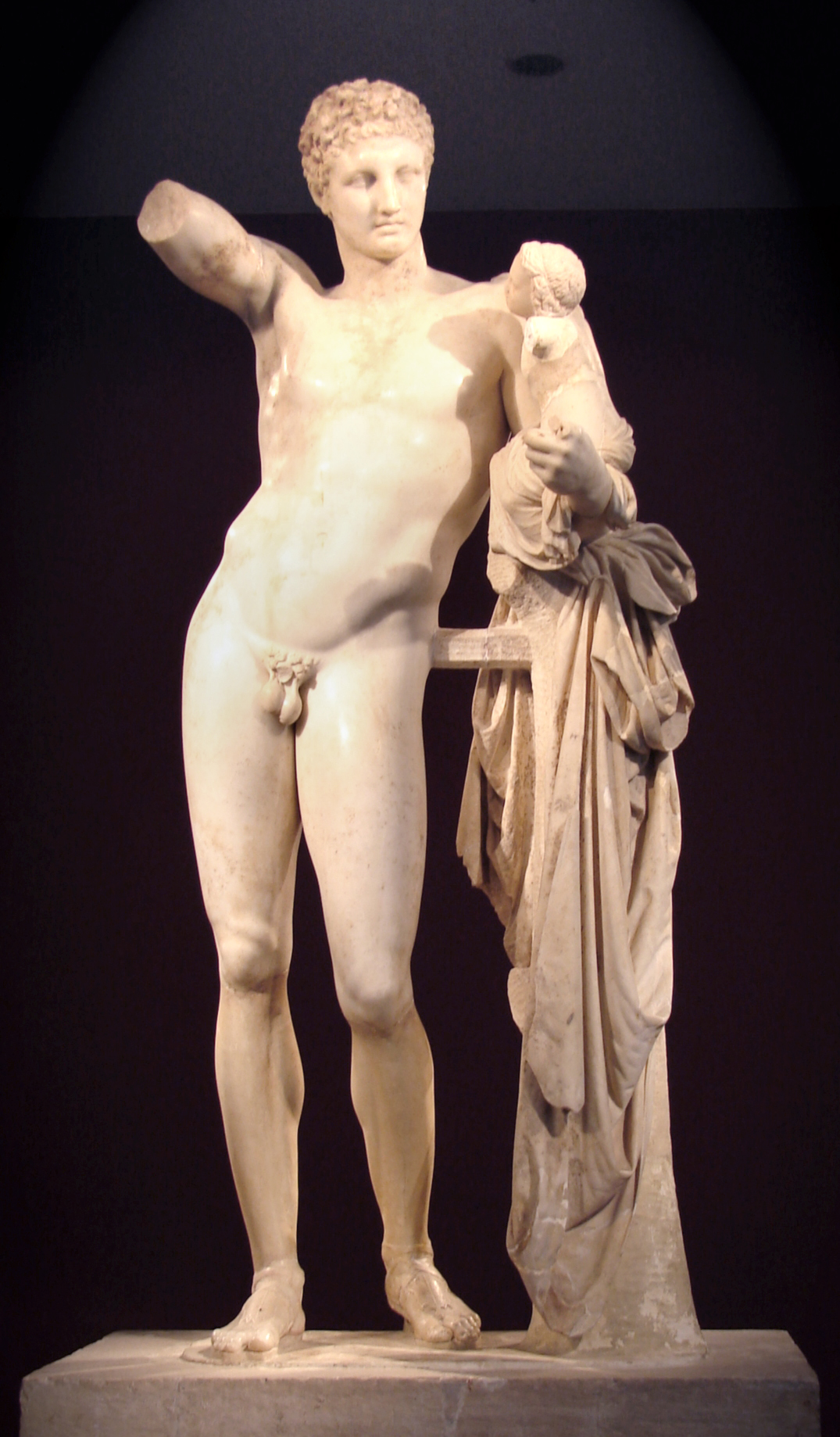
Hermes con el niño Dionisio de Praxíteles
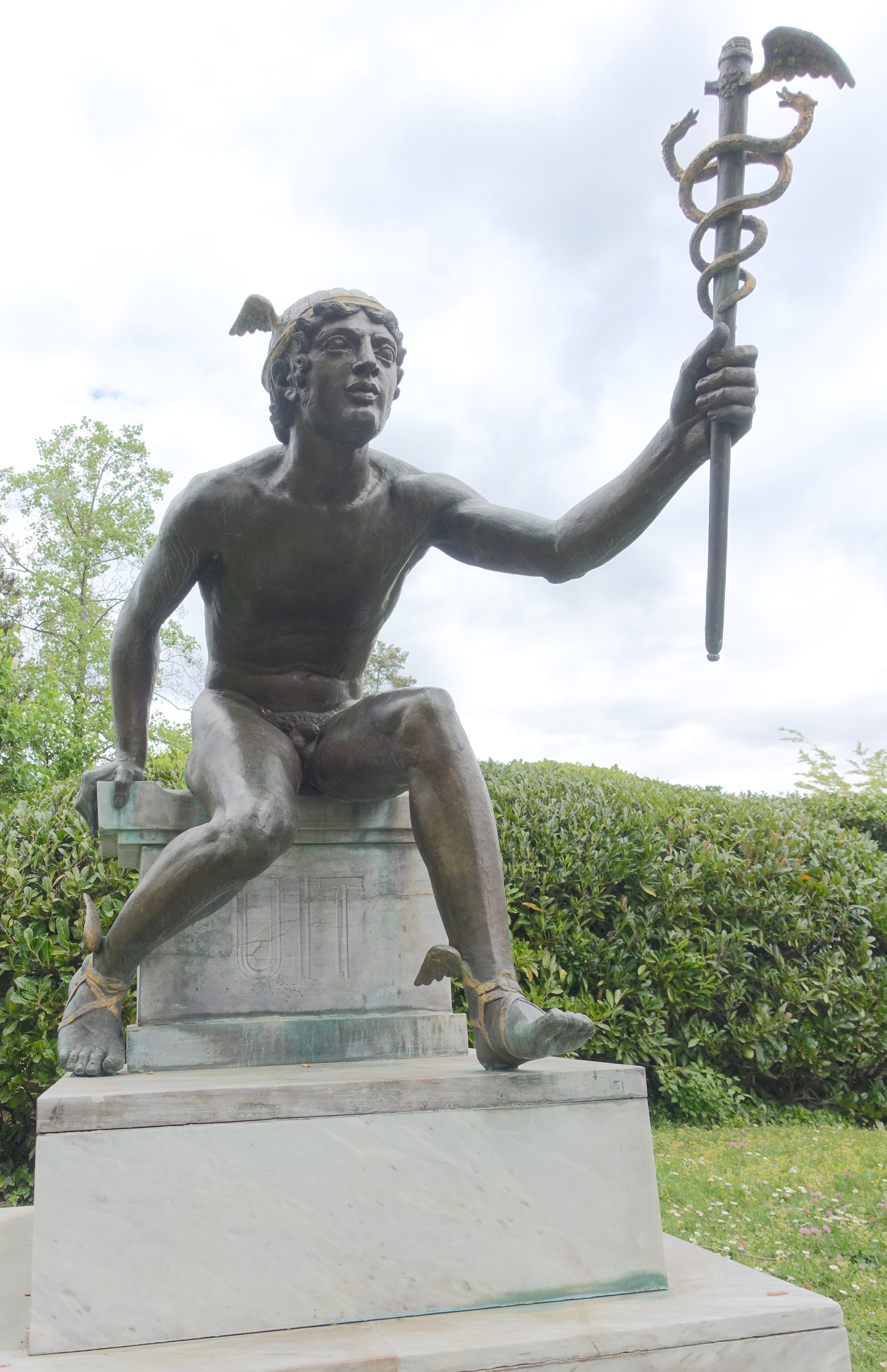
Escultura de Hermes en Génova
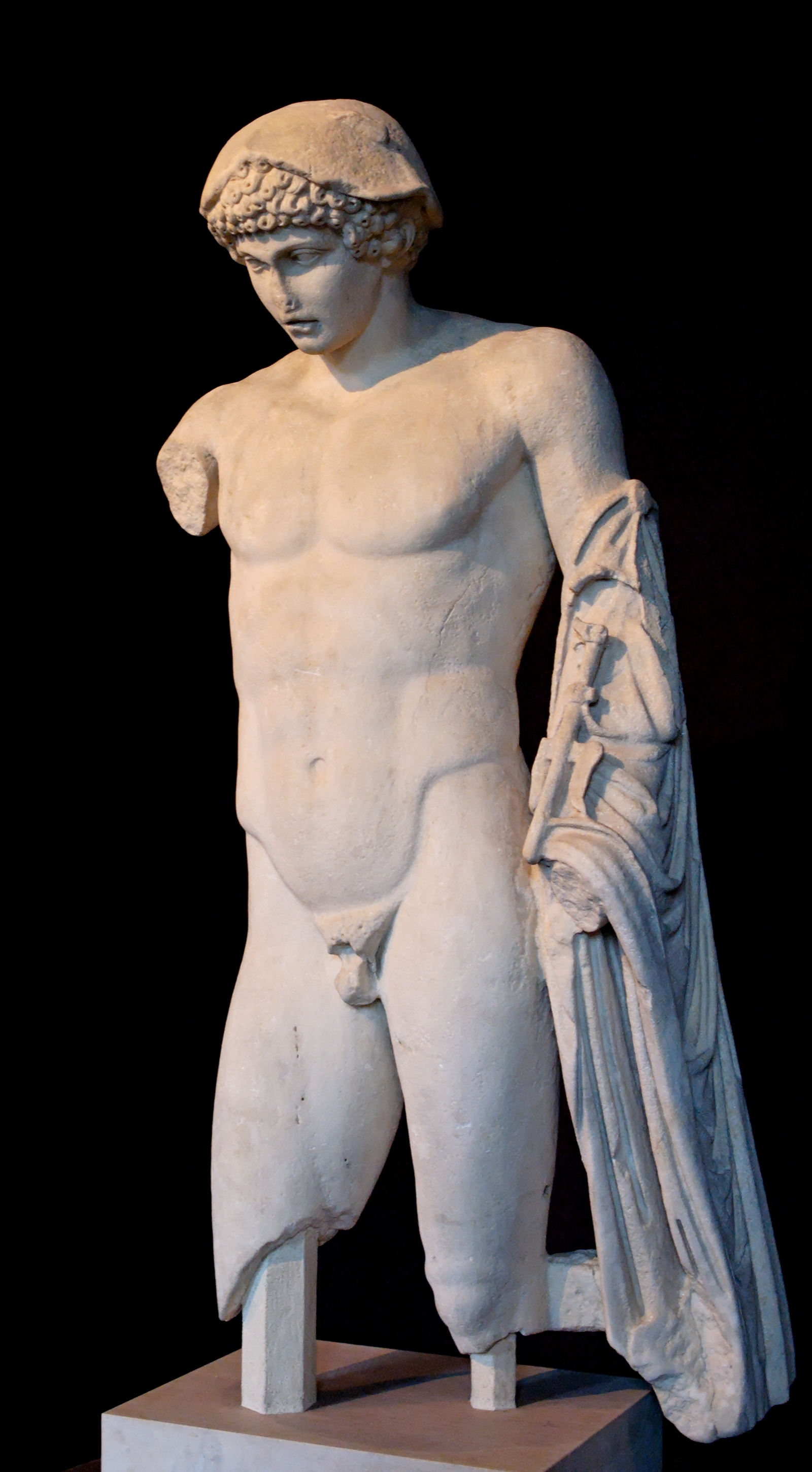
Hermes Ludovisi
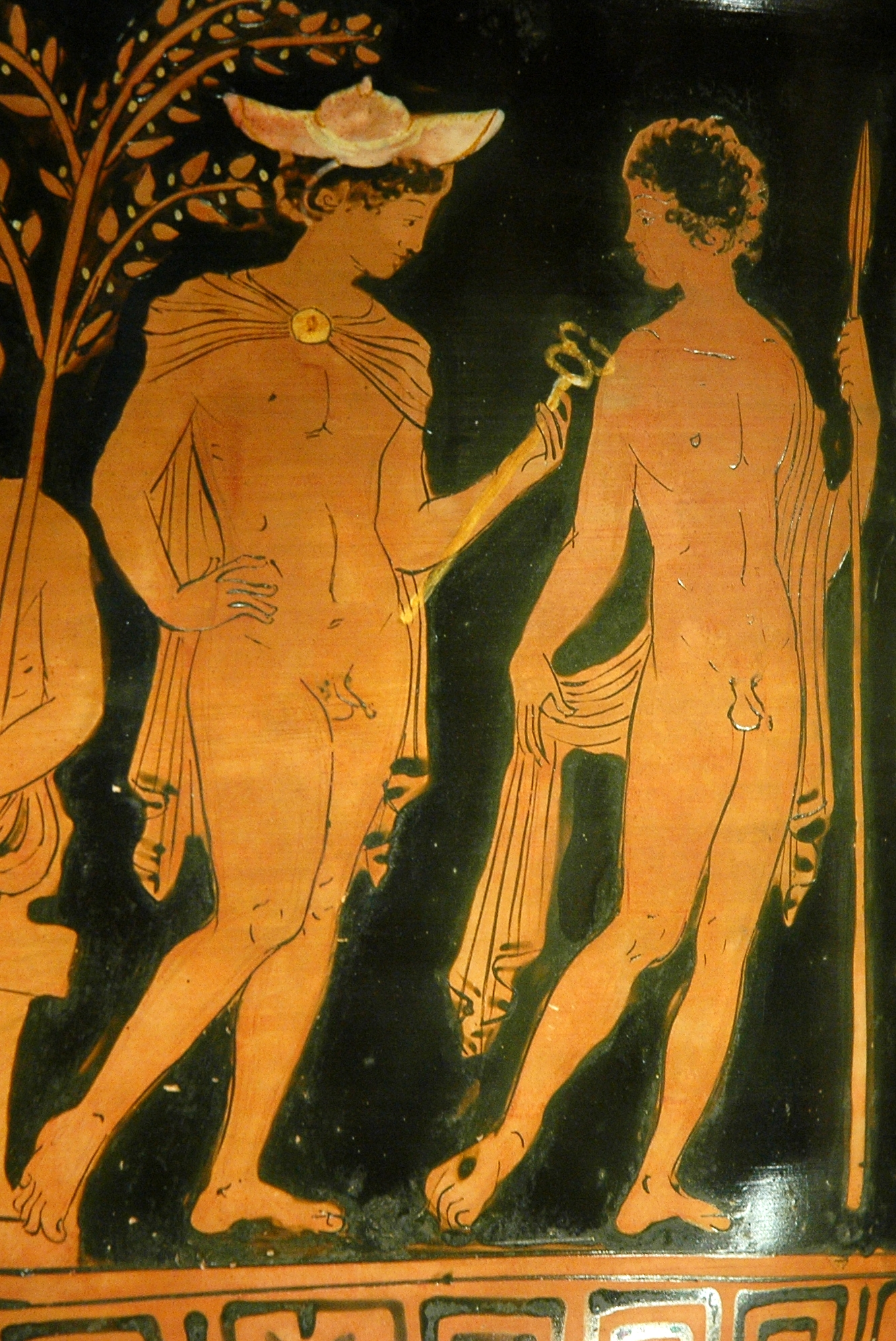
Hermes representado en una vasija, Museo del Louvre
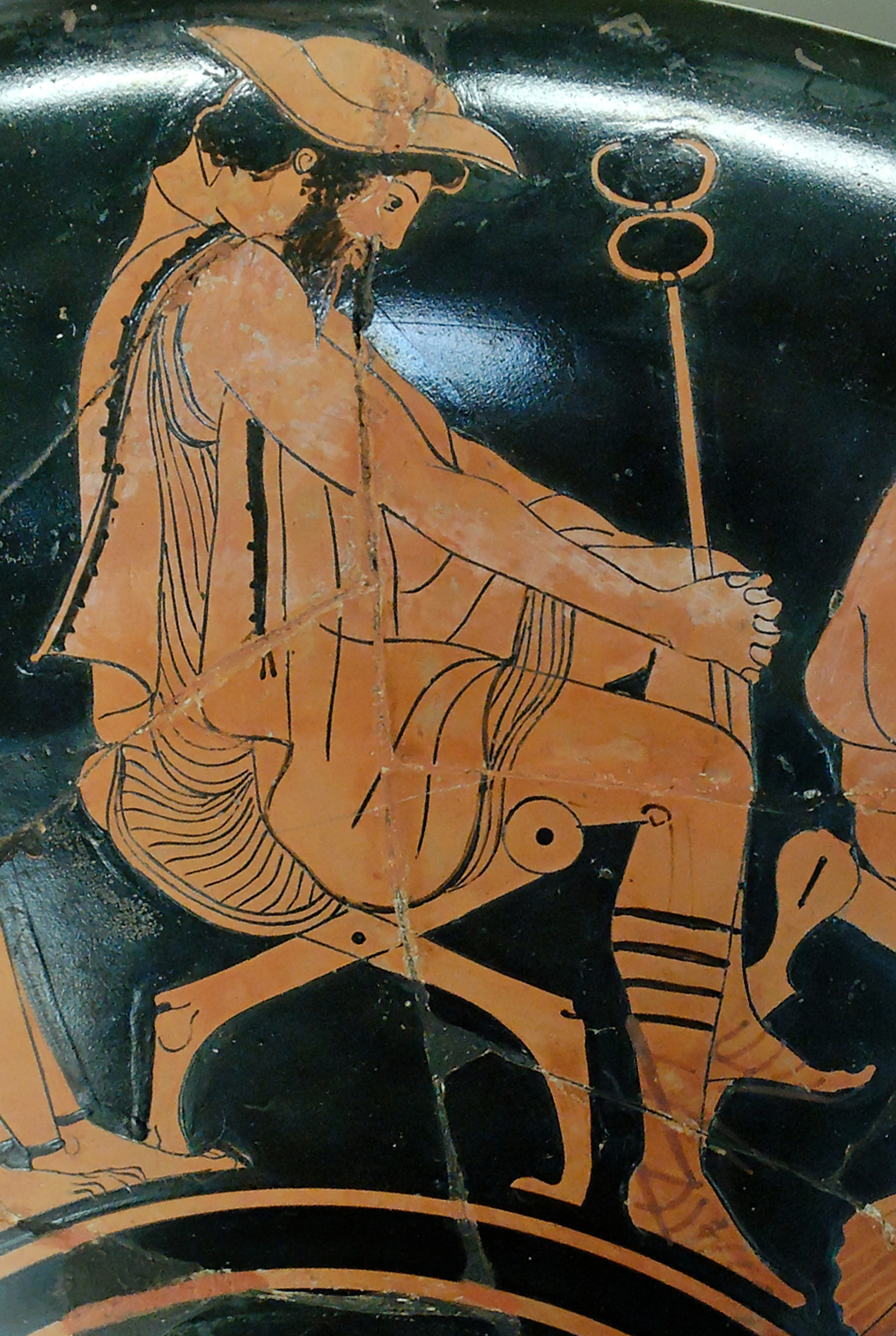
Hermes con su caduceo, detalle de una vasija
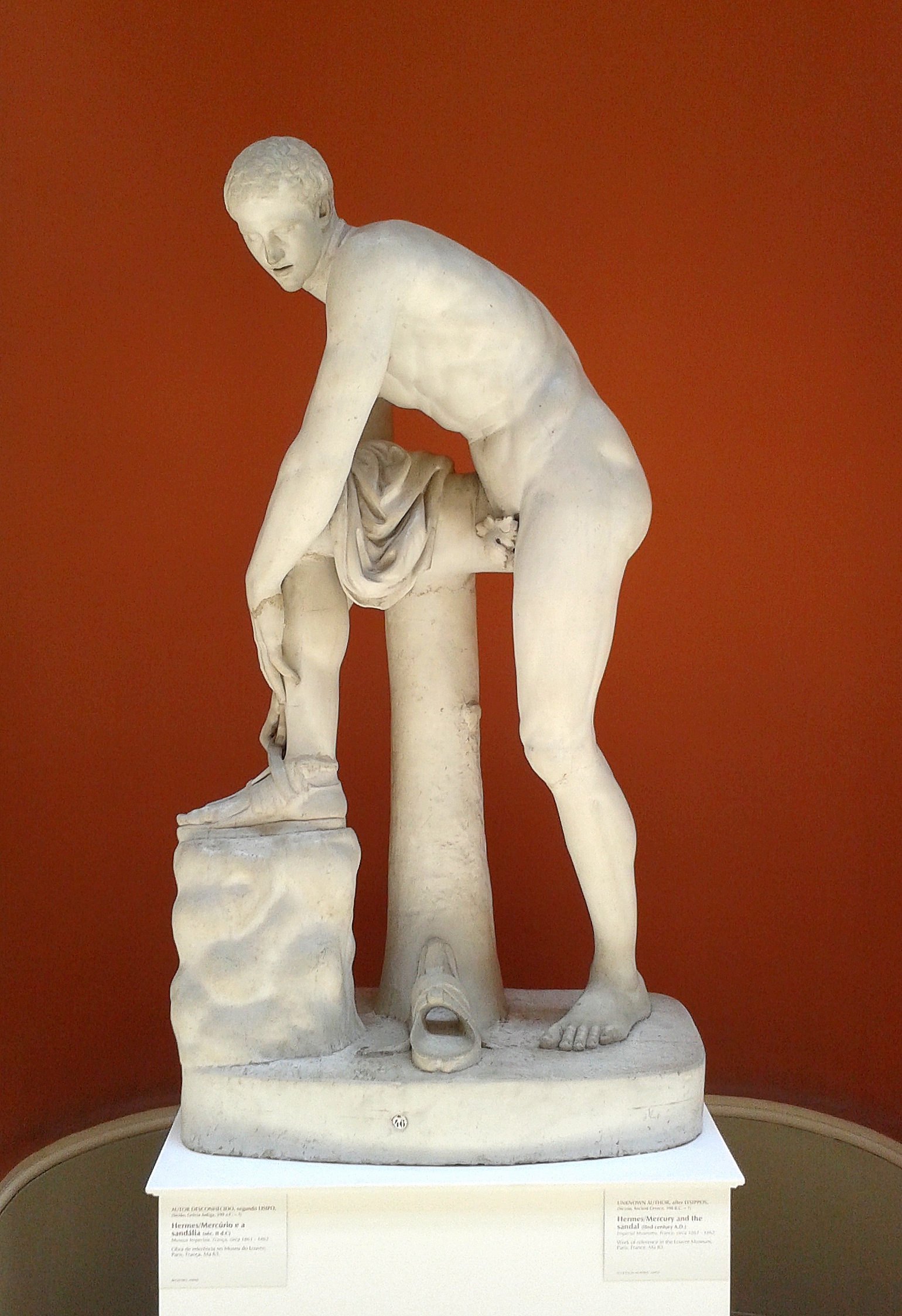
Hermes atandose sus sandalias. Museo del Louvre
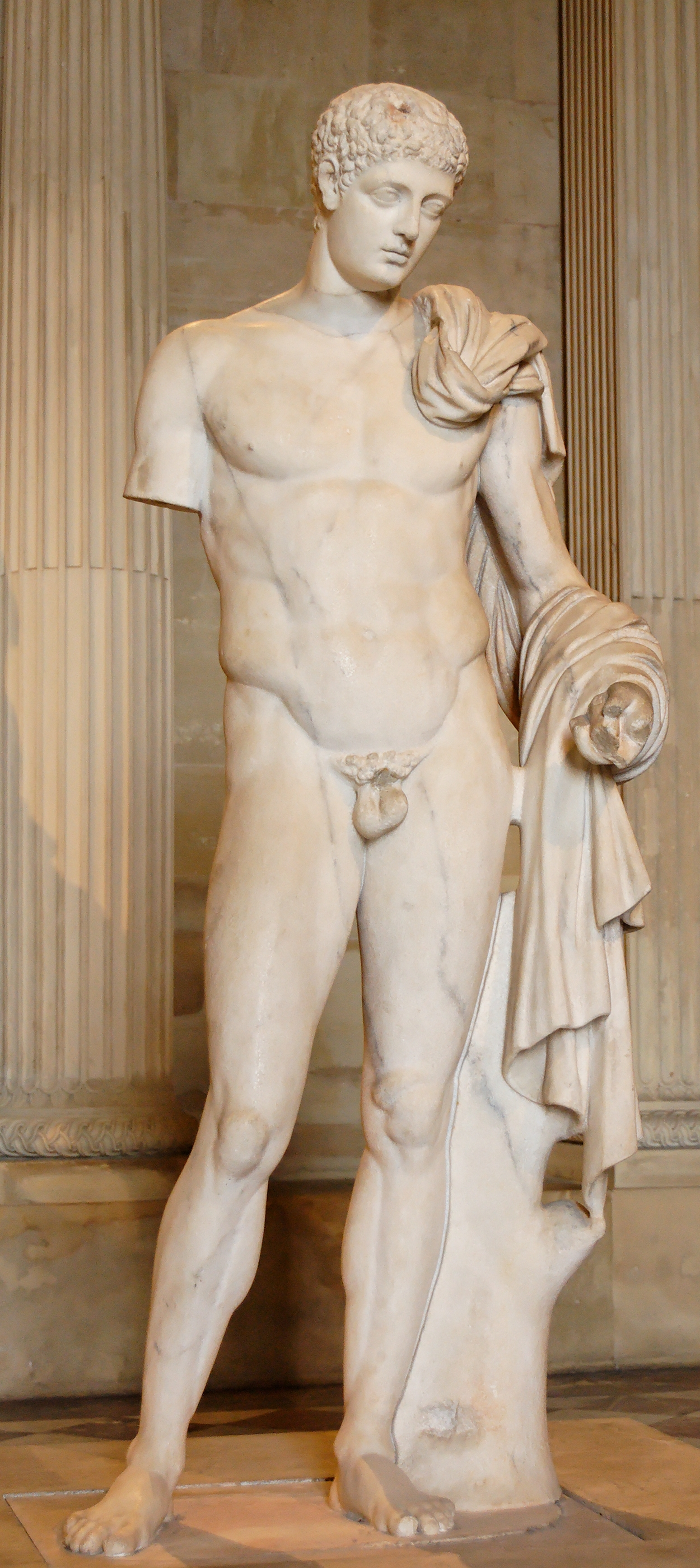
Hermes Richelieu, Museo del Louvre
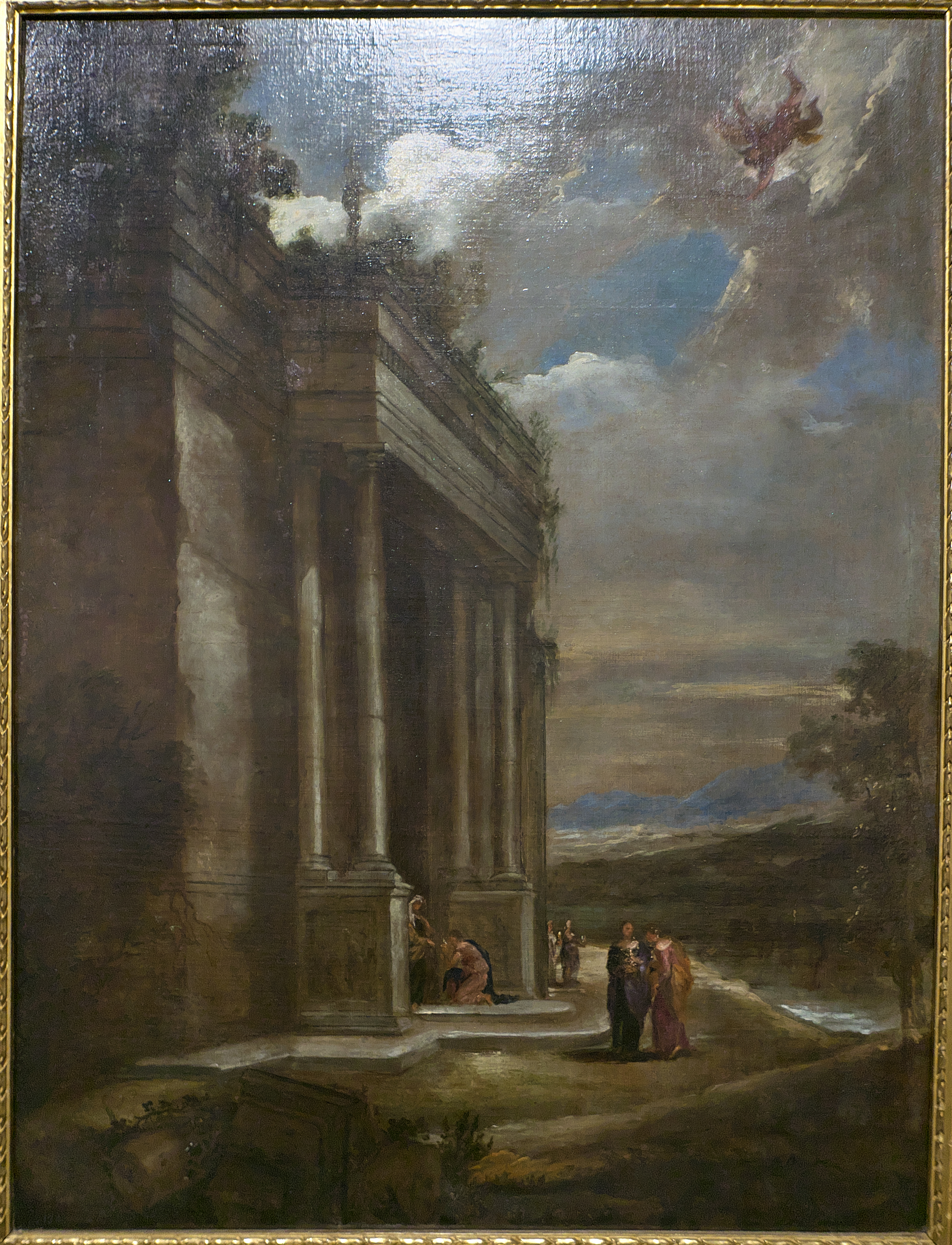
Paisaje con Mercurio y Herse de Juan Bautista Martínez del Mazo